# Büdi Siebert
Büdi Siebert (eigentlich Jörg-Peter Siebert; * 24. März 1953) ist ein deutscher Multiinstrumentalist, Musiker, Komponist, Musikproduzent und Musiklehrer. Er spielt Saxophon, Klarinette, Querflöte, Bambusflöte, Marimba, Guzheng, Percussion, Keyboard und Gitarre.

## Leben
Siebert begann als Autodidakt mit Gitarre und lernte Querflöte und Saxophon, um bei der Gruppe Puppenhaus mitzuspielen. Die Gruppe gab Konzerte meist im süddeutschen Raum und war eine der wenigen „Musikkommunen“ Anfang der 1970er Jahre. Dann studierte er Querflöte an der Musikhochschule in Stuttgart, nahm Saxophonunterricht bei Bernd Konrad und spielte in der Hochschulbigband unter Erwin Lehn. Ende der 1970er spielte er mit Anne Haigis bei der Gruppe Re, komponierte zusammen mit Thomas Rabenschlag die Brokdorfer Kantate.
Er arbeitete für das Kölner Eigelstein-Label, wo er unter anderem auf der ersten BAP-LP Wolfgang Niedecken’s BAP rockt andere kölsche Leeder (1979) als Gastmusiker Querflöte und Saxophon spielte. Auch auf der zweiten LP von BAP, "Affjetaut" (1980), spielte Siebert Saxophon. Diese produzierte er auch; damit hatte er Anteil an der ersten Goldenen Schallplatte der Band. Mit Thomas Rabenschlag, Albert Mayer-Mikosch und Horst Götz nahm er als Kernbeiser ein Programm mit Texten von Peter Paul Zahl für Eigelstein auf. Mit diesen Musikern sowie Wolfgang Dauner, Bernd Konrad, Martin Schrack, Ringo Hirth und Anne Haigis spielte er in der Gruppe Herrgottsax. Das Album Selbold Selergesichts sündige Saxophone (1981) war eine Mischung aus eigenständigem Jazz, Jazzrock, mit humorvollen Einlagen über die Musikszene und wurde Platte des Monats bei Stereoplay.
Unter dem Namen Poesie und Musik vertonte er mit René Bardet und Joe Koinzer Texte von nordamerikanischen Medizinmännern und Häuptlingen; es erschienen das Studioalbum Vielleicht weil ich ein Wilder bin ... (1982) und die Aufnahme eines Konzerts in Bern Alles ist rund (1983) – beide ausgezeichnet mit dem Preis der Deutschen Schallplattenkritik. Zusammen mit Joe Koinzer spielte er 1988 als Gast bei der Abschiedstournee von Cochise und ist auf dem drei Jahre zuvor erschienenen Live-Album der Band zu hören.
Zwischen 1983 und 1985 ging er mit Andreas Vollenweider auf Europa- und US-Tournee. Er wirkte mit bei dem Album White Winds. 1984 erschien sein Album HMMH als erstes Ergebnis seiner Begeisterung für die Musik der Völker der Welt. Mit einer Mischung von ethnischen und westlichen Musikstilen absolvierte er zwei Tourneen in Deutschland und gestaltete einen Beitrag beim Stuttgarter Jazzfestival 1986 mit dem Titel Gemeinsame Sache. 1985 begann eine Zusammenarbeit mit Ralf Illenberger, die bis 2004 andauerte. Vier Tourneen in Deutschland, eine USA-Tournee, drei gemeinsame Alben mit der Gruppe Circle sowie hunderte von Duo-Konzerten und ein gemeinsames Album sowie Beiträge für Sampler des amerikanischen Labels Narada waren das Ergebnis dieser Zusammenarbeit. Er begann in den 80er Jahren Musik für Film und TV zu komponieren (über 100 Filme), unter anderem für zwei Tatort-Folgen. Ende der 80er Jahre entstanden zwei Solo-CDs, Bridges und Wild Earth.
In den 1990ern zog er sich aus dem Musikbusiness etwas zurück, nahm in der Cheopspyramide eine Solo-CD auf, gründete ein eigenes Label, Araucaria, und komponierte. So entstanden CDs mit Projekten für Energiearbeit, Qigong, zum Medizinrad der Naturvölker, über den tibetischen Buddhismus oder zu Liedern eines der letzten Naturvölker Indiens. Er beschäftigte sich mit Natur- und Energieprojekten, zog wieder aufs Land, um mit Gleichgesinnten ein Haus und Land zu kaufen. Dort wurden Möglichkeiten entwickelt, in Harmonie mit der Erde und ihren Lebewesen auch in einer modernen Gesellschaft zu leben. Seitdem arbeitet er zurückgezogen an Projekten zur Steigerung der Lebensenergie und bei RA International in Seminaren. Einige seiner Alben sind bei Real Music in San Francisco veröffentlicht.
Zwischen 1998 und 2003 arbeitete er als Dozent für Filmmusik an der Filmakademie in Ludwigsburg. Er komponierte 1998 die Ballettmusik zum Deutschen Marketingpreis, für die EXPO 2000 Musik für den Themenpavillon. Seit 2003 spielt er mit dem Pianisten Matthias Frey im Duo und bei internationalen Musikprojekten. 2009 wirkte er mit bei einem Konzert in der Oper Kairo, in der erstmals christliche und muslimische Sänger und Musiker gemeinsam auftraten. Mit der tibetischen Sängerin Yungchen Lhamo trat er bei einem Konzert für den Dalai Lama in Frankfurt auf.

## Werke und Kompositionen (Auswahl)
| - 1981 Herrgottsax - 1984 HMMH - 1988 Bridges - 1990 Wild Earth - 1991 Serenade mit Ralf Illenberger - 1995 Pyramid Call - 1996 CHI - 1997 Toda - 1997 Plejaden Meditation - 1998 Heaven on Earth - 1998 Traumreisen 1-2 - 1999 TRI mit Ramesh Shotham und Matthias Frey - 2000 Om Mani Padme Hum - 2001 Path of Power - 2002 Idogo Music - 2008 Both Sides of Life mit Matthias Frey - 2019 Chinese Travelogue - 1985 Dem Glück eine Chance SDR Fernsehfilm - 1989 Das Bekenntnis des OH SDR Fernsehfilm - 1989 Berta und die Stürmer WDR TV Kinderfilm - 1989 Der Fälscher vom Führer Dokumentarfilm SDR - 1990 Schlagende Beweise TV Krimi SDR BBC - 1990 Rebmann Dokumentarfilm Schawa TV - 1990 Mord auf Bestellung Dokumentarfilm SDR - 1990 Spion oder Patriot Dokumentarfilm Schawa TV - 1991 Am Ende bleibt die Angst SDR Dokumentarfilm - 1991 Chaupi Mundi Kinofilm Starost Berlin - 1994 Gargellen Dokumentarfilm - 1995 Tatort: Bienzle und der Mord im Park SDR - 1996 Abenteuer Chile Dokumentation Pro7 - 1996 Tatort: Bienzle und der Traum vom Glück SDR - 1996 Am Rande des Paradieses Clemens Kuby Kinofilm - 1997 Tatort: Bienzle und der Champion ARD - 1999 Steinflug Kurzfilm Kino Deutscher Kurzfilmpreis - 2010 7 oder Warum ich auf der Welt bin Kinofilm Starost Berlin |